# Sociodynamique
Ne doit pas être confondu avec Dynamique sociale.
 (janvier 2017).
Si vous disposez d'ouvrages ou d'articles de référence ou si vous connaissez des sites web de qualité traitant du thème abordé ici, merci de compléter l'article en donnant les références utiles à sa vérifiabilité et en les liant à la section « Notes et références ».
La sociodynamique est une discipline de management décrite par Jean-Christian Fauvet qui signifie « le mouvement par les hommes. »

## Historique
La sociodynamique s’est construite par étapes depuis 1970, au fil des enjeux de management des dirigeants[C'est-à-dire ?]. Elle est issue d’études de terrain sur le développement des tensions sociales, à une époque où les conflits étaient particulièrement nombreux. Fort de ces enseignements, les consultants de Bossard Consultants ont approfondi leurs recherches et nourri la sociodynamique en se basant sur des concepts simples.